# Jon Gray
Pour les articles homonymes, voir Gray.
Jonathan Charles Gray (né le 5 novembre 1991 à Shawnee, Oklahoma, États-Unis) est un lanceur droitier des Rangers du Texas de la Ligue majeure de baseball.

## Carrière

### Amateur
Jon Gray est repêché à trois reprises par un club du baseball majeur. Joueur à l'école secondaire de Chandler (Oklahoma), il repousse une première offre des Royals de Kansas City, qui le réclament au 13e tour en 2010. En 2011, alors qu'il étudie et joue au baseball au East Oklahoma State College, il est choisi au 10e tour par les Yankees de New York mais il refuse les 500 000 dollars offerts pour rejoindre plutôt les Sooners de l'université d'Oklahoma. Chez les Sooners, la balle rapide de Gray est régulièrement chronométrée à 150 km/h et peut atteindre les 160 km/h,. 
À l'approche du repêchage amateur de 2013, il semble certain que Gray sera l'un des premiers joueurs sélectionnés. Les Cubs de Chicago, qui détiennent le deuxième rang dans l'ordre de sélection, semblent destinés à le réclamer puisqu'ils croient que l'équipe choisissant première, les Astros de Houston, jettera son dévolu sur Kris Bryant. Mais lorsque les Astros choisissent Mark Appel, les Cubs appellent Bryant et le 3e club en lice, les Rockies du Colorado, repêchent Gray,. Il paraphe son premier contrat professionnel avec les Rockies, qui lui versent une prime à la signature de 4,8 millions de dollars. 
Remarqué non seulement pour sa balle rapide, mais aussi pour la qualité de sa balle glissante, Jon Gray apparaît au début de l'année 2014 en 12e position du palmarès annuel des 100 meilleurs joueurs d'avenir que dresse Baseball America. Il est encore bien classé début 2015 et se retrouve au 24e rang après deux saisons d'une carrière professionnelle amorcée en 2013 en ligues mineures avec des clubs affiliés aux Rockies.

### Rockies du Colorado
Le droitier fait ses débuts dans les majeures comme lanceur partant pour Colorado le 4 août 2015 face aux Mariners de Seattle.